# Baukje (schip, 1904)

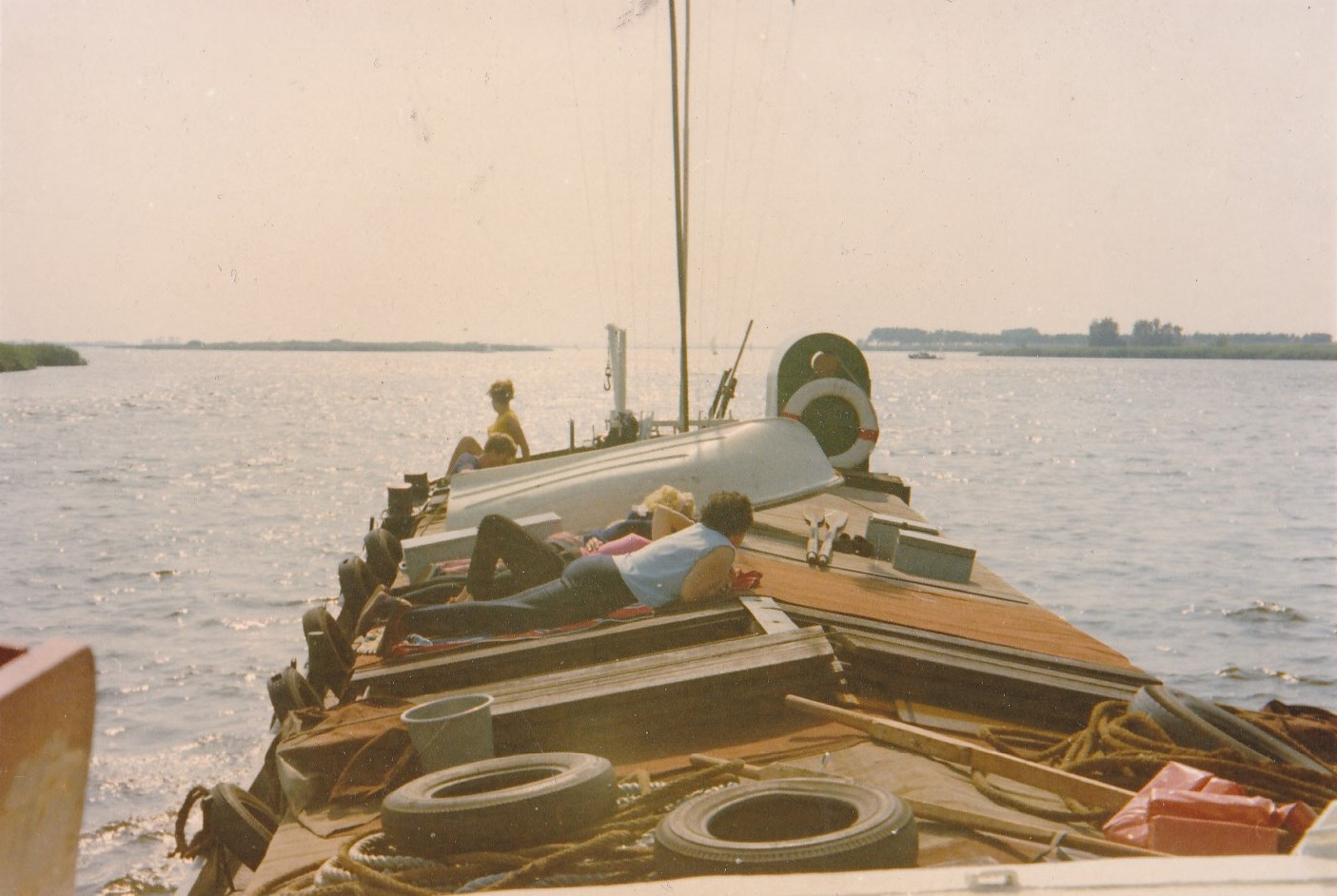
Een reisje Biesbosch in 1968

De Baukje is een Hasselteraak, die in 1904 voor H. Booi uit Genemuiden op een werf in Zwartsluis werd gebouwd. Tot in de tweede helft van de twintigste eeuw functioneerde ze als vrachtschip, daarna was het van 1966 tot 1971 wachtschip voor de zeeverkenners van de Lischgroep te Rotterdam. De groep nam het schip in gebruik als varend clubhuis nadat het clubhuis aan de wal in de Pupillenstraat niet meer beschikbaar was. Met de lelievletten op sleep ging men er ook mee op kamp in de in de Brabantse Biesbosch.

## Aanpassingen
Het schip werd gebouwd met een Friese kap. Een van de eerste aanpassingen was een ingang van het ruim met een deur via het voordek. Daar kwam een verticale stalen trap naar het ruim. Achter die trap werd een chemisch toilet achter een gordijntje geplaatst. Naar huidige maatstaven uiterst primitief. Het naar dek takelen van de volle emmer is niet altijd goed gegaan.
De trap kwam uit in een gangetje naast het kabelgat, waar ook de buitenboordmotoren werden opgeslagen.
Onder de theehut kwamen aan stuurboord een keuken en aan bakboord een zitje. In het achteronder waren slaapplaatsen voor de leiding. De overige leden van de groep sliepen op luchtbedden in het ruim.
Voor gebruik bij scouting is een stalen dek, met toegangsluiken en de mogelijkheid om vletten aan dek te vervoeren praktischer. Zo'n dek werd geplaatst op een werf in Krimpen aan den IJssel. De speelvletjes, "Maatje" en "Binkie" konden zo gemakkelijker vervoerd worden. De Baukje sleepte daarnaast de lelievletten achter het schip. Om op die manier te mogen slepen was aan scouting door het ministerie ontheffing verleend. Om gemakkelijk onder het varen in en uit de voorste vlet te komen werd tegen het achterschip een trapje gelast.

## Motor
In 1954 werd er een Fowler dieselmotor type D met 16 pk geplaatst, met een zijschroefinstallatie. Die werd al in 1956 vervangen door een 22 pk Deutz diesel type MAH. 
De latere 1-cilinder Lister-Blackstone motor moest door twee man met een slinger worden gestart. Als de vliegwielen voldoende snel ronddraaiden werd de kleplichter omgezet en de zuiger door de compressie heen gedraaid. De bedoeling was dat dan de motor dan gelijk startte. Als een van de mannen daar niet mee op tijd was diende de handeling te worden herhaald. De overbrenging naar de schroefas gebeurde met V-snaren. Achteruitslaan ging slecht, men heeft nooit uitgesloten dat schroef van de oorspronkelijke zijschroefinstallatie achter het schip was gemonteerd.

## Averij
In 1971 werd onderweg naar de Biesbosch opvarend in de Noord een losgeslagen wrijfhout in de schroef gedraaid en moest vlak boven de haven van Ridderkerk worden geankerd. De Stella Maris, die voor een reparatie aan de mastlier in Ridderkerk was geweest en waarmee vanaf 1969 veel samen werd gevaren, kwam net naar buiten en heeft de Baukje langszij mee naar achter de remming bij de Anna Jacominaplaat genomen, waar het touw uit de schroef kon worden gehaald.

## Restauratie
In 1979 werd de Baukje weer te koop gezet en verkocht voor ƒ 18.000,= (€ 8168,04). Het verdween van de radar en werd in 2014 weer ontdekt door een schipper, ergens op een sloperij. Hij redde het schip door het te kopen en het ergens in het noorden van het land te restaureren.

## Liggers Scheepmetingsdienst[3]
| Meetnummer | District en volgnr. | Meetdatum       | Meetplaats | Lengte [m] | Breedte [m] | Inzinking [m] | Waterverplaatsing [ton] | Naam     | Eigenaar     | Domicilie  |
| ---------- | ------------------- | --------------- | ---------- | ---------- | ----------- | ------------- | ----------------------- | -------- | ------------ | ---------- |
| Zs172N     | Zwartsluis 172      | 1 november 1907 | Zwartsluis | 20,47      | 4,61        | –             | 101,056                 | TRIJNTJE | H. Booi      | Genemuiden |
| G8619N     | Groningen 8619      | 26 maart 1954   | Sneek      | 20,66      | 4,64        | 1,73          | 102,709                 | BAUKJE   | K. Sjoerdsma | Leeuwarden |